# Urzsumi járás

Az Urzsumi járás a Kirovi területen

Az Urzsumi járás (oroszul Уржумский район, mari nyelven Вӱрзым кундем) Oroszország egyik járása a Kirovi területen. Székhelye Urzsum.

## Népesség
- 1989-ben 38 836 lakosa volt.
- 2002-ben 33 959 lakosa volt, melynek 26%-a mari.
- 2010-ben 27 075 lakosa volt, melyből 19 870 orosz, 5 189 mari, 1 025 tatár, 119 udmurt.